# Andrei Călărașu
Andrei Călărașu (n. Bernard Gropper; n. 30 mai 1922, Botoșani, România – d. 1 mai 2014, Tel Aviv, Israel) a fost un regizor de film româno - israelian. Născut în România, la Botoșani, și-a petrecut copilăria și adolescența la Iași, într-o familie evreiască tradiționalistă, care l-a îndrumat spre studiile medicale ; după un an de Facultate de Medicină, se retrage și se înscrie la Conservatorul de artă dramatică. În 1948 se mută la București, ocazie cu care Andrei Finți îl „botează” cu actualul nume , ales ca un act de recunoștință evreilor din Călărași care   i-au salvat viața și l-au îngrijit când a fost scos muribund și singur din Trenul morții după Pogromul de la Iași.
Debutează în 1954 cu comedia ...Și Ilie face sport (avându-i în distribuție pe Mircea Crișan, Puiu Călinescu, Horia Căciulescu ș.a.), filmele ulterioare exploatând și ele mai ales registrul comic.
În 1965 a emigrat în Israel, unde a devenit un regizor TV solicitat.

## Distincții
- Medalia Muncii (26 august 1954) „pentru merite deosebite în realizarea filmelor «Nepoții Gornistului» și «Răsare soarele» (Nepoții Gornistului seria a II-a)”[4]

## Filmografie
- ...Și Ilie face sport (1954)
- Vultur 101 (1957)
- Alo?... Ați greșit numărul! (1958)
- Portretul unui necunoscut - 1960
- Vacanță la mare (1963)
- Doi băieți ca pîinea caldă (1965)